# Zapadni Barkly jezici
West Barkly jezici, malena porodica australskih jezika koji se govore na području Northern Territoryja, Australija. Cijela porodica gotovo je izumrla, a svaki jezik ima tek po nekoliko govornika. 
Predstavnici su: djingili [jig], 10 (1997); gudanji [nji], 3 (Wurm and Hattori 1981), ima dva dijalekta; i wambaya ili umbaia [wmb], 12 (Wurm and Hattori 1981).

## Vanjske poveznice
- Ethnologue (14th)
- Ethnologue (15th)